# Большое Градуевское
Большое Градуевское (фин. Noskuanselkä, Носкуанселькя) — озеро на Карельском перешейке в Выборгском районе Ленинградской области.
Главное озеро в системе Градуевских озёр, в которую также входят Малое Градуевское, Среднее Градуевское и Верхнее Градуевское. В озеро впадают речки Градуевка и Нижняя Липовка. река Талинйоки, впадающая в реку Перовку. Перовка впадает в озеро Краснохолмское, из которого берёт начало река Суоккаанвирта, впадающая в Новинский залив, являющийся частью системы Сайменского канала, выходящего в Финский залив.
Площадь поверхности — 7,9 км². Площадь водосборного бассейна — 217 км².